# Wojciech Ziółkowski (generał)
 Wojciech Janusz Ziółkowski  (ur. w 1970 w Kaliszu) – generał dywizji Wojska Polskiego; od 17 września 2022 dowódca 16 Dywizji Zmechanizowanej.

## Przebieg służby wojskowej
W 1989 rozpoczął studia wojskowe we Wrocławiu w Wyższej Szkole Oficerskiej Wojsk Zmechanizowanych, które ukończył w 1993 i został mianowany na pierwszy stopień oficerski. W tym samym roku rozpoczął służbę zawodową na stanowisku dowódcy plutonu w 102 pułku zmechanizowanym w Opolu. W 1994 po przeformowaniu 102 pz pełnił służbę na stanowisku dowódcy plutonu piechoty w 5 Brygadzie Pancernej. W 1996 został wyznaczony na dowódcę kompanii zmechanizowanej w 5 Brygadzie Pancernej. W 1999 został skierowany do Warszawy, gdzie był słuchaczem Wydziału Wojsk Lądowych w Akademii Obrony Narodowej. W latach 2001–2004 pełnił służbę na stanowisku młodszego specjalisty w sztabie 11 Dywizji Kawalerii Pancernej. W 2004 objął dowodzenie batalionem w 17 Brygadzie Zmechanizowanej. W 2007 odbywał służbę w Polskim Kontyngencie Wojskowym w Republice Iraku sprawując funkcję zastępcy dowódcy-szefa sztabu Brygadowej Grupy Bojowej. 
W 2007 został wyznaczony na stanowisko szefa szkolenia w 17 Brygadzie Zmechanizowanej, gdzie był do 2011. Następnie wykonywał zadania jako pełnomocnik Ministra Obrony Narodowej – ds. programu wdrażania na wyposażenie Sił Zbrojnych RP Kołowego Transportera Opancerzonego i PPK SPIKE. W 2013 objął stanowiska: szefa oddziału analiz rynku; szef oddziału koordynacyjnego w Inspektoracie Uzbrojenia. Następnie po roku służby w Inspektoracie Uzbrojenia został wyznaczony na stanowisko służbowe zastępcy szefa w Inspektoracie Implementacji Innowacyjnych Technologii Obronnych. W 2016 objął funkcję zastępcy dowódcy 17 Brygady Zmechanizowanej, gdzie był na tym stanowisku przez dwie kadencje.
W 2020 ukończył podyplomowe studia polityki obronnej na Akademii Sztuki Wojennej. 28 lipca 2020 w Międzyrzeczu przejął dowodzenie 17 Wielkopolską Brygadą Zmechanizowaną od gen. bryg. Roberta Kosowskiego. 23 marca 2021 w Warszawie minister obrony narodowej Mariusza Błaszczaka wręczył mu nominacje na stanowisko zastępcy dowódcy – szefa sztabu 16 Pomorskiej Dywizji Zmechanizowanej z dniem objęcia 29 marca 2021. 11 listopada 2016 w Pałacu Prezydenckim został mianowany przez Prezydenta RP Andrzeja Dudę na stopień generała brygady. 12 lipca 2022 w Olsztynie w obecności Dowódcy Generalnego gen. Jarosława Miki przyjął pełnienie obowiązków dowódcy 16 Dywizji Zmechanizowanej od gen. dyw. Krzysztofa Radomskiego. 17 września 2022 został wyznaczony przez ministra obrony narodowej Mariusza Błaszczaka na stanowisko dowódcy 16 Dywizji Zmechanizowanej. 9 listopada 2023 został awansowany na stopień generała dywizji.

## Awanse
- podporucznik – 1993[2]

(...)
- generał brygady – 11 listopada 2021[1] (data odebrania awansu)
- generał dywizji – 9 listopada 2023[11](data odebrania awansu)

## Ordery, odznaczenia i wyróżnienia
- Złoty Krzyż Zasługi – 1993[12]
- Gwiazda Iraku – 2007
- Medal Pamiątkowy Wielonarodowej Dywizji Centrum-Południe w Iraku
- Medal „Siły Zbrojne w Służbie Ojczyzny”[potrzebny przypis]
- Odznaka Honorowa Polskiego Czerwonego Krzyża[potrzebny przypis]
- Buzdygan Honorowy – 11 listopada 2021[1]
- Medal „W służbie Bogu i Ojczyźnie”
- Odznaka Skoczka Spadochronowego Wojsk Powietrznodesantowych – 1991
- Odznaka pamiątkowa 17 Brygady Zmechanizowanej – 2007, ex officio
- Odznaka pamiątkowa 16 Dywizji Zmechanizowanej Pancernej – 2022, ex officio

i inne